# Paul de Villelume
Marie Joseph Paul, marquis de Villelume, né le 1er novembre 1892 à Riom et mort le 12 mars 1960 à Perpignan, est un général de brigade français.

## Biographie
Paul de Villelume est le fils du commandant Henry de Villelume et d'Élisabeth de Bellaigue de Bughas, propriétaires du château de Losmonerie.
Il entre dans l'armée le 10 octobre 1912. Il devient maréchal des logis le 1er octobre 1913. Le 11 octobre 1913, il étudie l'École spéciale militaire de Saint-Cyr (reçu 5éme) dans la promotion Montmirail.
Durant la Première Guerre mondiale, le 8 septembre 1914 avec la 5e Division de Cavalerie, il combat comme sous-lieutenant sous les ordres du lieutenant Gaston de Gironde dans sa charge héroïque le 9 septembre contre un terrain d'aviation allemand occupé par des biplaces Aviatik  dans le secteur de l'Ourcq. Il est fait prisonnier et échappe de justesse au peloton d'exécution ennemi près du village de Saint-Étienne-Roilaye. Il est envoyé comme prisonnier de guerre à Halle-sur-Saale dans une usine de la Badische Anilin. Il s’évade mais est repris et envoyé au fort IX à Ingolstadt. Il s'évade à nouveau, parvient à revenir en France et est nommé lieutenant le 5 août 1916. Il est détaché à la première escadrille d’aviation le 10 février 1918 et rejoint l’état Major général le 16 juin 1919.
Clémenceau le convoque le 18 mai 1918 pour le décorer lui-même, dans son cabinet, de la croix de chevalier de la Légion d'honneur. 
Après l'Armistice Il prépare l'Ecole de Guerre, où il est  reçu dixième, puis les Sciences politiques dont il sort quatorzième sur 175. 
Il se marie le 21 octobre 1920 avec Louise Hélène Marie de Guardia, fille du capitaine Victor de Guardia et de Jeanne Dexpers. Il est nommé capitaine le 25 décembre 1922 et, rejoint, en 1927, l'école supérieure de guerre (reçu dixième). Il est nommé chef d’escadron le 25 décembre 1932. Il est nommé lieutenant-colonel le 25 décembre 1939.
Durant la Seconde Guerre mondiale, le 19 mars 1940, il est nommé chef de cabinet militaire du président du Conseil Paul Reynaud à la Défense nationale. Opposé à l’entrée de nos forces armées en Belgique, il préconise très tôt auprès de Paul Reynaud le renvoi du Général Gamelin qui en était partisan. Paul Reynaud hésitant  devant les réticences de son chef de cabinet militaire comme le rapportera Paul Baudoin, se ralliera en définitive à la majorité au sein du commandement militaire et d’autant que très anglophile, c’était l’option anglaise.
En mai 1940, il est nommé secrétaire du Comité de la défense nationale. Fin juin 1940, après la Débâcle, il se montre solidaire avec les Français, respectueux de la légalité, partisan de l'adoption d'une stratégie défensive dans la perspective de la reprise des combats lorsque le rapport de force aura changé, et hostile aux dissidents gaullistes. Le 20 juin 1940, il devient officier de liaison du président du Conseil auprès du ministre des Affaires étrangères. Le 15 juillet 1940, il est affecté à l’État-Major de la 16e Région militaire.
Le 10 mai 1940, le premier jour de la bataille de France, il est réveillé durant la nuit par Hélène de Portes, la compagne de Paul Reynaud. Elle lui apprend l'entrée des troupes allemandes en Belgique. À la nomination de De Gaulle au Gouvernement, il se précipite chez Reynaud pour demander a ne pas être sous les ordres du général de Gaulle. En effet, il y avait entre eux une sorte de lutte d’influence auprès de Paul Reynaud, mais déjà lors de son entretien avec ce dernier le 24 mars 1940, le colonel de Gaulle avait pris l’ascendance notamment sur la question de l’entrée en Belgique en cas d’attaque allemande. 
Les années suivantes, comme la plupart des officiers vichystes, il louvoie entre l'hostilité à l'Allemagne et la soumission aux impératifs de la Collaboration. Il rejoint le 23 octobre 1941 la Résistance française, au sein de l'Armée secrète, l'Ora, créée et dirigée par le général Frère. En août 1940, en tant que juge militaire, le général Frère avait condamné à mort le colonel De Gaulle pour désertion et trahison. L’État français nomme Vuillelume au grade de colonel le 25 septembre 1942. Il est en congé d’armistice le 1er mars 1943. Le 20 mai 1944 il échappe aux hommes de la Gestapo en sautant par une fenêtre, et il s'évade de France le 3 juillet vers l'Afrique par l'Espagne. Il sollicite de participer au débarquement de Provence mais est mis à la retraite le 20 juillet 1944. Sa retraite est annulée le 9 avril 1946 et il est affecté à la section législative du secrétariat général du ministère des armées. Il est nommé général de brigade le 24 novembre 1948,.
La cravate de commandeur de la Légion d'honneur lui est remise par son cousin, le général Jean Teissier de Marguerittes.
Entendu parmi les derniers dans le cadre de la Commission parlementaire (dite Commission Gérard Jaquet) chargée d’enquêter sur les évènements survenus en France de 1933 à 1945, l’audition de Paul de Villelume (les 12 et 17 avril 1951 ) offre un témoignage saisissant au jour le jour sur l’enchainement des évènements survenus en 1939-1940 et des décisions prises au plus haut niveau pendant cette période . En 1976  il publiera « le Journal d’une défaite, 23 août 1939-16 juin 1940 », préfacé par René Rémond.